# Köstrimägi
Köstrimägi är en kulle i Estland.   Den ligger i landskapet Tartumaa, i den södra delen av landet, 170 km sydost om huvudstaden Tallinn. Toppen på Köstrimägi är 146 meter över havet. Köstrimägi ingår i Otepää Kõrgustik.
Terrängen runt Köstrimägi är huvudsakligen platt. Runt Köstrimägi är det glesbefolkat, med 12 invånare per kvadratkilometer. Närmaste större samhälle är Dorpat, 18,5 km norr om Köstrimägi. I omgivningarna runt Köstrimägi växer i huvudsak blandskog.